# Condado de Bureau
O Condado de Bureau é um dos 102 condados do estado americano de Illinois. A sede do condado é Princeton, e sua maior cidade é Princeton. O condado possui uma área de 2 262 km² (dos quais 12 km² estão cobertos por água), uma população de 35 503 habitantes, e uma densidade populacional de 16 hab/km² (segundo o censo nacional de 2000). O condado foi fundado em 28 de fevereiro de 1837.